# Kolvenbach (Bad Münstereifel)
Kolvenbach is een plaats in de Duitse gemeente Bad Münstereifel, deelstaat Noordrijn-Westfalen.